# Theo Ratliff
Theophilus Curtis "Theo" Ratliff (Demopolis, Alabama, 17 de Abril de 1973) é um ex-basquetebolista profissional norte-americano que jogava como pivô na National Basketball Association (NBA).  Ratliff foi selecionado no Draft de 1995, pelo Detroit Pistons. Ao longo da carreira jogou em diversas franquias da NBA, a última o Los Angeles Lakers em 2011.

## Prêmios e Homenagens
- NBA All-Star: 2001
- 2 vezes NBA All-Defensive Team
  - segundo time: 1999, 2004